# Бёттчер-Брукнер, Гермина
Гермина Бёттчер-Брукнер (26 апреля 1918, Фридлант — неизвестно, неизвестно) — запасная охранница нацистских СС в нескольких концентрационных лагерях в период с 1942 по 1945 год. В 1948 году она была осуждена за военные преступления за участие в Холокосте и приговорена к тюремному заключению; её снова судили в 1975 году и оправдали за отсутствием доказательств. Её судьба после суда остается неизвестной.

## Зверства в нацистских концлагерях
Бёттчер родилась во Фридланде, Судетская область (современный Фридлант) 26 апреля 1918 года в семье этнического немца.
16 октября 1942 года она была призвана на лагерную службу и прошла идеологическую обработку в концентрационном лагере Равенсбрюк. 27 января 1943 года Бёттчер прибыла в концлагерь смерти Майданек в Люблине в составе Aufseherin. Там она вышла замуж за эсэсовца и стала Герминой Брукнер. В апреле 1944 года её перевели в Освенцим-Биркенау, а летом 1944 года — в концентрационный лагерь Кауэн, после чего в июле 1944 года она работала в концентрационном лагере Штуттгоф. В августе 1944 года Бёттчер снова направили в Равенсбрюк, затем в Заксенхаузен и, наконец, в январе 1945 года в дополнительный лагерь Ной-Ролау при Флоссенбюрге. В конце войны, в апреле-мае 1945 года, она участвовала в марше смерти из Ной-Ролау.

## Суд, заключение и судьба
Бёттчер была захвачена чехами, признана виновной в жестоких военных преступлениях и приговорена чешским судом к тюремному заключению в 1948 году. В ноябре 1975 года Бёттчер снова предстала перед судом во время Третьего процесса над Майданеком, но была оправдана из-за отсутствия доказательств. Её судьба после судебного разбирательства остается неизвестной.